# WON Most Outstanding Wrestler
El Wrestling Observer Newsletter (WON) Most Outstanding Wrestler Award es un premio entregado por la revista de lucha libre profesional Wrestling Observer Newsletter reconociendo al luchador profesional que mejores combates ha dado durante el año y que ha mostrado habilidad revolucionaria.

## Historia
Este premio otorgado por la Wrestling Observer Newsletter (WON) comenzó a ser entregado en el año 1986, siendo galardonado en sus dos primeras entregas el luchador Ric Flair, perteneciente a la National Wrestling Alliance (NWA). En su tercera edición, en 1988, el ganador fue Tatsumi Fujinami, de la New Japan Pro-Wrestling (NJPW), sin embargo, Ric Flair ganó por tercera vez este premio un año después en 1989. Posteriormente, entre 1990 y 1992 el galardón fue para Jushin Liger, quien luchaba para la New Japan Pro-Wrestling, igualando el récord de 3 premios de Flair.
Posteriormente, Kenta Kobashi obtuvo dos galardones consecutivos debido a sus combates en la All Japan Pro Wrestling (AJPW), de los cuales algunos obtuvieron es estatus de 5 Star Match (Lucha de 5 Estrellas) por parte de WON. En 1995, Manami Toyota, representante de All Japan Women's Pro-Wrestling (AJW), se transformó en la primera y hasta ahora única mujer en obtener este premio.
En 1996, Rey Mysterio Jr. ganó el premio, siendo esta la primera vez que un luchador de una empresa estadounidense gana este galardón, específicamente la World Championship Wrestling (WCW). Las ediciones de 1997, 1998 y 1999 fueron para Mitsuharu Misawa, Kōji Kanemoto y Mitsuharu Misawa, respectivamente.
Las 5 ediciones posteriores fueron ganadas por un luchador de la World Wrestling Entertainment (WWE); Chris Benoit (2000 y 2004) y Kurt Angle (2001, 2002 y 2003). Cabe destacar que tanto Angle como Benoit practicaron lucha libre deportiva y que con estos galardones Angle alcanzó el récord de 3 premios que poseían Jushin Liger y Ric Flair. Samoa Joe obtuvo el reconocimiento en 2005, mientras que Bryan Danielson lo hizo desde 2006 hasta 2010 y Davey Richards en 2011, manteniendo el premio en manos de una empresa estadounidense desde el año 2000. 
En 2012 y 2013 el premio recae en Hiroshi Tanahashi, luchador principal de NJPW, mientras que de 2014 a 2016 el galardón fue entregado a AJ Styles, quien compitió en promociones como ROH, NJPW y WWE, mientras que en 2017 el ganador fue Kazuchika Okada, campeón IWPG durante todo el año. En 2018 Kenny Omega  recibe el premio por sus luchas como Campeón IWGP. En 2019 Will Ospreay es el ganador por su destacada participación en los torneos Best of Super Junior y G1 Climax, además de ser Campeón IWGP Junior gran parte del año.
En 2020 Kenny Omega es el luchador premiado por sus buenas luchas en All Elite Wrestling y en 2021 Shingo Takagi quien se coronó por primera vez portador del IWGP World Heavyweight Championship. En 2022 y 2023 gana Will Ospreay por sus luchas ganadoras a Mejor Lucha del Año.

## Ganadores
| Año  | Ganador               | Promoción perteneciente                                     |
| ---- | --------------------- | ----------------------------------------------------------- |
| 1986 | Ric Flair             | National Wrestling Alliance (NWA)                           |
| 1987 | Ric Flair (2)         | National Wrestling Alliance (NWA)                           |
| 1988 | Tatsumi Fujinami      | New Japan Pro-Wrestling (NJPW)                              |
| 1989 | Ric Flair (3)         | National Wrestling Alliance (NWA)                           |
| 1990 | Jushin Liger          | New Japan Pro-Wrestling (NJPW)                              |
| 1991 | Jushin Liger (2)      | New Japan Pro-Wrestling (NJPW)                              |
| 1992 | Jushin Liger (3)      | New Japan Pro-Wrestling (NJPW)                              |
| 1993 | Kenta Kobashi         | All Japan Pro Wrestling (AJPW)                              |
| 1994 | Kenta Kobashi (2)     | All Japan Pro Wrestling (AJPW)                              |
| 1995 | Manami Toyota         | All Japan Women's Pro-Wrestling (AJW)                       |
| 1996 | Rey Mysterio Jr.      | World Championship Wrestling (WCW)                          |
| 1997 | Mitsuharu Misawa      | All Japan Pro Wrestling (AJPW)                              |
| 1998 | Kōji Kanemoto         | New Japan Pro-Wrestling (NJPW)                              |
| 1999 | Mitsuharu Misawa (2)  | All Japan Pro Wrestling (AJPW)                              |
| 2000 | Chris Benoit          | World Wrestling Federation (WWF)                            |
| 2001 | Kurt Angle            | World Wrestling Federation (WWF)                            |
| 2002 | Kurt Angle (2)        | World Wrestling Entertainment (WWE)                         |
| 2003 | Kurt Angle (3)        | World Wrestling Entertainment (WWE)                         |
| 2004 | Chris Benoit (2)      | World Wrestling Entertainment (WWE)                         |
| 2005 | Samoa Joe             | Total Nonstop Action Wrestling (TNA)                        |
| 2006 | Bryan Danielson       | Ring of Honor (ROH)                                         |
| 2007 | Bryan Danielson (2)   | Ring of Honor (ROH)                                         |
| 2008 | Bryan Danielson (3)   | Ring of Honor (ROH)                                         |
| 2009 | Bryan Danielson (4)   | Ring of Honor (ROH)                                         |
| 2010 | Daniel Bryan (5)      | World Wrestling Entertainment (WWE)                         |
| 2011 | Davey Richards        | Ring of Honor (ROH)                                         |
| 2012 | Hiroshi Tanahashi     | New Japan Pro-Wrestling (NJPW)                              |
| 2013 | Hiroshi Tanahashi (2) | New Japan Pro-Wrestling (NJPW)                              |
| 2014 | AJ Styles             | New Japan Pro-Wrestling / Ring of Honor(NJPW)/(ROH)         |
| 2015 | AJ Styles (2)         | New Japan Pro-Wrestling/Ring of Honor (NJPW)/(ROH)          |
| 2016 | AJ Styles (3)         | World Wrestling Entertainment (WWE)                         |
| 2017 | Kazuchika Okada       | New Japan Pro-Wrestling (NJPW)                              |
| 2018 | Kenny Omega           | New Japan Pro-Wrestling (NJPW)                              |
| 2019 | Will Ospreay          | New Japan Pro-Wrestling (NJPW)                              |
| 2020 | Kenny Omega (2)       | All Elite Wrestling (AEW) / Lucha Libre AAA Worldwide (AAA) |
| 2021 | Shingo Takagi         | New Japan Pro-Wrestling (NJPW)                              |
| 2022 | Will Ospreay (2)      | New Japan Pro-Wrestling (NJPW)                              |
| 2023 | Will Ospreay (3)      | New Japan Pro Wrestling y All Elite Wrestling               |